# Adélia Prado
Adélia Luzia Prado Freitas (Divinópolis, 13 de diciembre de 1935), más conocida como Adélia Prado, es una escritora, poetisa y profesora brasileña.

## Trayectoria
Prado nació en la localidad brasileña de Divinópolis, en el estado de Minas Gerais, el 13 de diciembre de 1935. Era hija de Ana Clotilde Correa, una ama de casa, y del ferroviario João do Prado Filho. Empezó a escribir en 1950, a raíz de la muerte de su madre.
En 1953 se graduó como profesora, ejerciendo en su ciudad natal. Se graduó en 1973 en la Facultad de Filosofía y Letras de Divinópolis.
Sus orígenes humildes marcaron su obra. Sus textos retratan lo cotidiano con perplejidad y encanto, orientados por su fe cristiana e impregnados de un aspecto lúdico, una de sus especiales características. Las influencias de Rosa (Cordisburgo) y Drummond  (Itabira) en la obra de Prado son claves fundamentales para entender a esta poeta de Minas Gerais.

## Reconocimientos
En 1978 ganó por su obra O coração disparado el Premio Jabuti de Literatura. En 2007 recibió el Premio de Literatura Infantil y Juvenil de la Academia Brasileña de Letras por su libro Quando eu era pequena.
En 2014 el Gobierno de Brasil le concedió la Orden del Mérito Nacional.
Em 2024 fue laureada con el Premio Camões.

## Obras

### Poesía
- Bagaje (Bagagem) - 1976
- El corazón disparado (O coração disparado) - 1978
- Terra de Santa Cruz - 1981
- O pelicano - 1987
- A faca no peito - 1988
- Oráculos de maio, Siciliano - 1999
- A duração do dia - 2010
- Miserere - 2013

### Prosa
- Solte os cachorros - 1979
- Cacos para um vitral - 1980
- Os componentes da banda - 1984
- O homem da mão seca - 1994
- Manuscritos de Felipa - 1999
- Filandras - 2001

### Antologías
- Mulheres & Mulheres - 1978
- Palavra de Mulher - 1979
- Contos Mineiros - 1984
- Poesía Reunida - 1991
- Prosa Reunida - 1999

### Ballet
- A Imagem Refletida - Ballet del Teatro Castro Alves - Salvador - Bahía - Dirección Artística de Antônio Carlos Cardoso. Poema escrito especialmente para la composición homónima de Gil Jardim.